# Преступность в Бухаресте
Преступность в Бухаресте является относительно низкой по сравнению с другими столицами Европы. Число преступлений в Бухаресте снизилось на 51 процент с 2000 по 2004 годы и на 7% с 2012 по 2013 годы. Преступления против жизни и здоровья вкупе со всеми преступлениями, совершаемыми организованной преступностью, составляют 16% от общего числа преступлений, однако в стране широко распространены мелкие преступления, а на всех уровнях правительственных и частных организаций существует коррупция.
Несмотря на в целом низкий уровень преступности, квартал Ферентарь с преимущественно цыганским населением является самым криминогенным в Бухаресте и, по некоторым данным, одним из самых криминогенных в мире: там широко распространены проституция и наркоторговля, действуют несколько преступных группировок. Именно там орудовала банда Кэмэтару, известная производством и сбытом наркотиков (45 человек там были арестованы полицией во время всего одного рейда в Жэбрэуць).

## Убийства, изнасилования и драки
Общее число преступлений против жизни человека в Бухаресте является одним из низких, если брать в учёт все столицы Евросоюза. В 2007 году было зафиксировано 11 убийств и 983 вооружённых нападения с угрозой жизни. Число таких преступлений снизилось на 13% с 2012 по 2013 годы, однако общее число убийств оказалось больше, чем в 2007 году (19 против 18).
В городе с населением 2 миллиона человек число преступлений против жизни является небольшим, и особого влияния на общественную жизнь это не оказывает. К некоторым убийствам, нападениям и изнасилованиям были причастны преступные группировки Кэмэтару и Бабубуду, но и совершённые ими деяния не оказывали особого влияния на жизнь Бухареста. Крупнейшим случаем насилия стали беспорядки 2006 года в квартале Ферентарь: в связи с отключением электричества за неуплату долгов по решению компании Electrica вышли протестовать около 200 местных жителей. Протесты переросли в массовую драку.

## Кражи и мошенничества
В Бухаресте широко распространены такие преступления, как карманные кражи (совершаются преимущественно в общественном транспорте) и уличные мошенничества. Особо распространён вид мошенничества под названием «Марадона», когда к прохожему (чаще туристу) подходят лжеполицейские, требуя паспорт и бумажник. Особо опасным в этом смысле является квартал Ферентари в южной части города, считающейся самой криминогенной в Бухаресте. Число краж и мошенничеств снизилось на 13,6% в 2013 году по сравнению с 2012 годом.

## Попрошайничество
Большое количество бухарестских нищих в XVIII и XIX веке можно было встретить у Моста бедняков (рум. Podul Calicilor), у Кафедрального собора и церкви Мирча Водэ. Нищие образовывали свою гильдию, во главе которой стоял «старостат». Туда входили такие личности, как Атиния Сурда, Симеон Чунгул, Григоре Фулгератул, Раду Орбул, Лисандру Ологул, Никита Гушатул, Тудор по прозвищу «Рот без причины», Гаврилэ «Малый рот» и некий Григоре, «никому не нужный».
Гильдия нищих подчинялась Румынской православной церкви. Нищий мог получить право просить милостыню, если соблюдал ряд правил:
- Не протягивать руку дважды, поскольку это приравнивалось к краже.
- Получив пожертвование, уйти из церкви и пустить других просить милостыню.
- Запрещалось самонанесение ран как мошенничество.
- За драку нищий изгонялся из списков тех, кто имел право просить милостыню.
- Церковь регулировала передачу собственности у нищих по наследству.
- Если нищий воровал, его публично избивали перед общиной и потом изгоняли.

В 1990-е годы в Бухаресте выросло число беспризорников, нищих и бездомных, хотя потом эту проблему удалось решить и сейчас ситуация официально соответствует низкому уровню в крупных европейских городах. Тем не менее, в Бухаресте в 2006 году насчитывалось около 1000 беспризорников, занимающихся кражами и попрошайничеством. В 2007 году многие из них были отправлены в детские дома, однако опасность не миновала: полиция предполагает, что беспризорники могут быть связаны с организованными преступными группировками, которые используют детей для достижения своих целей.

## Коррупция
Румыния занимает 57-е место в Индексе восприятия коррупции, однако положение с коррупцией в Бухаресте намного хуже, чем в целом по стране.